# Chronik der Streckenelektrifizierung der Deutschen Bundesbahn
Die Chronik der Streckenelektrifizierung der Deutschen Bundesbahn listet die Elektrifizierungen von Bahnstrecken der Deutschen Bundesbahn zwischen 1949 und 1993 auf. Sofern nicht anders vermerkt, wurde mit dem in Deutschland üblichen Stromsystem 15 kV 16 2/3 Hz bzw. 16,7 Hz Einphasenwechselstrom elektrifiziert.

## Chronik

### 1949
| Datum | Strecke zwischen den Bahnhöfen             | Teil der Gesamtverbindung | Länge (km) | Bemerkungen |
| ----- | ------------------------------------------ | ------------------------- | ---------- | ----------- |
| 1949  | Stuttgart-Untertürkheim – Abzweig Kienbach |                           |            |             |

### 1950–59
| Datum         | Strecke zwischen den Bahnhöfen                             | Teil der Gesamtverbindung                                             | Länge km | Bemerkungen                                     |
| ------------- | ---------------------------------------------------------- | --------------------------------------------------------------------- | -------- | ----------------------------------------------- |
| 1950          | Stuttgart-Bad Cannstatt – Waiblingen                       | Stuttgart-Bad Cannstatt–Aalen                                         | 8,5      |                                                 |
| 1950          | Nürnberg Hbf – Regensburg Hbf                              | Nürnberg–Regensburg                                                   | 100,6    |                                                 |
| 1950          | Nürnberg Hbf – Fischbach(b Nürnberg)                       | Nürnberg–Feucht                                                       | 8,2      |                                                 |
| 1950          | Ludwigsburg – Bietigheim-Bissingen                         | Stuttgart–Würzburg (Frankenbahn)                                      | 23,6     |                                                 |
| 1950          | Lichtenfels – Coburg                                       | Eisenach–Lichtenfels                                                  | 20,8     |                                                 |
| 1950          | Falkenstein – Probstzella                                  | Saalfeld–Lichtenfels (Frankenwaldbahn)                                | 1,8      | Grenzüberschreitend BRD (0,1 km) + DDR (1,7 km) |
| 7. Okt. 1951  | Bietigheim-Bissingen – Mühlacker                           | Bruchsal–Bietigheim-Bissingen (Westbahn (Württemberg))                | 22,7     |                                                 |
| 1952          | Basel Badischer Bahnhof – Weil am Rhein – Efringen-Kirchen | Mannheim–Basel                                                        | 12,4     |                                                 |
| 1952          | Weil am Rhein – Lörrach-Stetten                            | Weil am Rhein–Lörrach                                                 | 4,8      |                                                 |
| 1952          | Feucht – Altdorf bei Nürnberg                              | Feucht–Altdorf                                                        | 11,6     |                                                 |
| 1954          | Würzburg Hbf – Veitshöchheim                               | Würzburg–Aschaffenburg                                                | 7,0      |                                                 |
| 1954          | Würzburg Hbf – Würzburg Rangierbahnhof                     | Würzburg–Aschaffenburg                                                |          |                                                 |
| 1954          | Lindau Hbf – Staatsgrenze Deutschland/Österreich           | Lindau–Bludenz                                                        | 5,9      |                                                 |
| 23. Mai 1954  | Mühlacker – Bruchsal                                       | Bruchsal–Bietigheim-Bissingen (Westbahn (Württemberg))                |          |                                                 |
| 10. Okt. 1954 | Fürth Hbf – Würzburg Hbf                                   | Fürth–Würzburg                                                        | 94,6     |                                                 |
| 1955          | Bruchsal – Heidelberg Hbf                                  | Mannheim–Basel                                                        | 32,5     |                                                 |
| 1955          | Passau Hbf – Staatsgrenze Deutschland/Österreich           | Wels–Passau                                                           | 1,5      |                                                 |
| 1955          | Efringen-Kirchen – Freiburg Hbf                            | Mannheim–Basel                                                        | 49,9     |                                                 |
| 18. Mai 1955  | München Isartalbf – Höllriegelskreuth-Grünwald             | München Süd–Bichl                                                     | 9,3      | Umstellung von 750 V = auf 15 kV 16 ⅔ Hz ~      |
| 3. Nov. 1955  | Traunstein – Ruhpolding                                    | Traunstein–Ruhpolding                                                 | 13,2     |                                                 |
| 1956          | Freiburg im Breisgau Hbf – Offenburg                       | Mannheim–Basel                                                        | 62,8     |                                                 |
| 1956          | Müllheim (Baden) – Neuenburg am Rhein                      | Müllheim–Mülhausen                                                    | 3,3      |                                                 |
| 3. Juni 1956  | Heidelberg Hbf – Mannheim-Friedrichsfeld                   | Bahnstrecke Frankfurt am Main–Heidelberg                              |          |                                                 |
| 1957          | Hamm (Westfalen) – Dortmund Hbf                            | Dortmund–Hamm                                                         | 31,2     |                                                 |
| 1957          | Dortmund Hbf – Duisburg Hbf                                | Witten/Dortmund–Oberhausen/Duisburg                                   |          |                                                 |
| 1957          | Duisburg Hbf – Düsseldorf Hbf                              | Köln–Duisburg                                                         | 23,6     |                                                 |
| 1957          | Offenburg – Rastatt – Karlsruhe Hbf                        | Mannheim–Basel                                                        |          |                                                 |
| 1957          | Karlsruhe Hbf – Bruchsal                                   | Mannheim–Basel                                                        |          |                                                 |
| 1957          | Darmstadt Hbf – Mainz Hbf                                  | Rhein-Main-Bahn                                                       |          |                                                 |
| 1957          | Darmstadt Hbf – Frankfurt am Main Hbf                      | Bahnstrecke Frankfurt am Main–Heidelberg                              |          |                                                 |
| 26. Sep. 1957 | Veitshöchheim – Hanau Hbf                                  | Würzburg–Aschaffenburg Frankfurt Süd–Aschaffenburg                    | 105,3    |                                                 |
| 26. Sep. 1957 | Hanau Hbf – Frankfurt (Main) Hbf                           | Frankfurt Süd–Aschaffenburg Frankfurt (Main) Hbf–Frankfurt (Main) Süd |          |                                                 |
| 29. Sep. 1957 | München Hbf – München-Solln                                | München–Lenggries                                                     |          | [ 2 ]                                           |
| 29. Sep. 1957 | München-Solln – Großhesselohe Isartalbf                    | München-Solln–Großhesselohe Isartalbf                                 | 1,3      | [ 3 ]                                           |
| 1. Okt. 1957  | Mannheim-Friedrichsfeld – Darmstadt Hbf                    | Bahnstrecke Frankfurt am Main–Heidelberg                              |          |                                                 |
| 1958          | Appenweier – Kehl                                          | Appenweier–Strasbourg                                                 |          |                                                 |
| 1958          | Karlsruhe Hbf – Mannheim Hbf                               | Mannheim–Basel                                                        |          |                                                 |
| 1958          | Karlsruhe Hbf – Mühlacker (– Stuttgart)                    | Karlsruhe–Mühlacker (– Stuttgart)                                     |          |                                                 |
| 1958          | Mannheim Hbf – Ludwigshafen Hbf                            | Mannheim–Saarbrücken und – Mainz                                      |          |                                                 |
| 1958          | Remagen – Köln Hbf                                         | Linke Rheinstrecke                                                    | 54,7     |                                                 |
| 1958          | Frankfurt am Main Hbf – Mainz Hbf                          | Mainbahn                                                              |          |                                                 |
| 29. Mai 1958  | Remagen – Mainz Hbf                                        | Linke Rheinstrecke                                                    | 130,3    |                                                 |
| 1959          | Köln Hbf – Düsseldorf Hbf                                  | Köln–Duisburg                                                         |          |                                                 |
| 1959          | Duisburg Hbf – Oberhausen Hbf                              | Duisburg–Dortmund                                                     | 7,6      |                                                 |
| 1959          | Bietigheim – Heilbronn Hbf                                 | Stuttgart–Würzburg (Frankenbahn)                                      | 28,8     |                                                 |
| 1959          | Bad Aibling – Bad Feilnbach                                | Bad Aibling–Feilnbach                                                 | 12,2     | Umspannung von 550 V = auf 15 kV 16 2/3 ~       |
| 1959          | Oberhausen Hbf – Mülheim Hbf                               | Witten/Dortmund–Oberhausen/Duisburg                                   |          |                                                 |
| 1. Juni 1959  | Obertraubling – Passau Hbf                                 | Regensburg–Passau                                                     | 109,8    |                                                 |

### 1960–69
| Datum         | Strecke zwischen den Bahnhöfen                                       | Teil der Gesamtverbindung                 | Länge (km) | Bemerkungen               |
| ------------- | -------------------------------------------------------------------- | ----------------------------------------- | ---------- | ------------------------- |
| 1960          | Aschaffenburg Hbf – Darmstadt Hbf                                    |                                           |            |                           |
| 1960          | Mainz Hbf – Wiesbaden Hbf                                            |                                           |            |                           |
| 1960          | Hargarten – Überherrn                                                |                                           |            | 25 kV                     |
| 1960          | Saarbrücken Hbf – Überherrn                                          |                                           |            |                           |
| 1960          | Saarbrücken Hbf – Forbach (Frankreich)                               |                                           |            |                           |
| 1960          | Saarbrücken Hbf – Hostenbach                                         |                                           |            |                           |
| 1960          | Fürstenhausen – Großrosseln                                          |                                           |            |                           |
| 1960          | Saarbrücken Hbf – Brebach                                            |                                           |            |                           |
| 1960          | Saarbrücken Hbf – Homburg (Saar) Hbf                                 |                                           |            |                           |
| 1960          | Hanau Hbf – Friedberg (Hessen)                                       |                                           |            |                           |
| 1960          | Frankfurt am Main Hbf – Wiesbaden Hbf                                |                                           |            |                           |
| 1. Jan. 1960  | München-Laim Rbf – München-Mittersendling                            | München-Laim Rbf–München-Mittersendling   | 5,7        | [ 4 ]                     |
| 5. Mai 1960   | Dachau Bahnhof – Ingolstadt Hbf                                      | München–Treuchtlingen                     |            | [ 2 ]                     |
| 5. Mai 1960   | München-Ludwigsfeld – München-Karlsfeld                              | München-Ludwigsfeld–München-Karlsfeld     | 1,8        | [ 3 ]                     |
| 29. Juni 1960 | Höllriegelskreuth-Grünwald – Wolfratshausen                          | München Süd–Bichl                         | 17,0       | [ 4 ]                     |
| 1961          | Oberhausen Hbf – Gelsenkirchen Hbf – Dortmund Hbf                    |                                           |            |                           |
| 1961          | Kaiserslautern Hbf – Homburg (Saar) Hbf                              |                                           |            |                           |
| 1961          | Hanau Hbf – Fulda                                                    |                                           |            |                           |
| 1961          | Saarbrücken Hbf – Saarbrücken-Schleifmühle                           |                                           |            |                           |
| 1961          | Wiesbaden Hbf – Oberlahnstein                                        | Rechte Rheinstrecke                       |            |                           |
| 1961          | Oberlahnstein – Koblenz                                              | Rechte Rheinstrecke                       |            |                           |
| 1962          | Niederlahnstein – Gremberg – Oberhausen Hbf                          |                                           |            |                           |
| 1962          | Köln Hbf – Neuss Hbf – Düsseldorf Hbf                                |                                           |            |                           |
| 1962          | Essen Hbf – Gelsenkirchen Hbf                                        |                                           |            |                           |
| 1962          | Ingolstadt Hbf – Treuchtlingen                                       |                                           |            |                           |
| 1962          | Waiblingen – Schorndorf                                              |                                           |            |                           |
| 1962          | Saarbrücken Hbf – Völklingen-Luisenthal                              |                                           |            |                           |
| 1962          | Konstanz – Staatsgrenze Deutschland/Schweiz                          |                                           |            |                           |
| 1963          | Fulda – Bebra                                                        | Bebra–Fulda                               | 66,0       |                           |
| 1963          | Neuss Hbf – Krefeld Hbf                                              |                                           |            |                           |
| 1963          | Düsseldorf Hbf – Erkrath-Hochdahl                                    |                                           |            |                           |
| 1963          | Gemünden (Main) – Elm                                                |                                           |            |                           |
| 1963          | Recklinghausen Hbf – Haltern                                         |                                           |            |                           |
| 1963          | Stuttgart Hbf – Böblingen                                            |                                           |            |                           |
| 28. Mai 1963  | Bebra – Eichenberg – Göttingen                                       | Göttingen–Bebra                           | 80,5       |                           |
| 28. Mai 1963  | Göttingen – Hannover                                                 | Hannöversche Südbahn                      | 108,1      |                           |
| 20. Dez. 1963 | Seelze – Lehrte                                                      | Güterumgehungsbahn Hannover               |            |                           |
| 20. Dez. 1963 | Hannover Hbf – Lehrte                                                | Hannover–Braunschweig                     |            |                           |
| 1964          | Ludwigshafen Hbf – Kaiserslautern Hbf                                |                                           |            |                           |
| 1964          | Köln Hbf – Hagen Hbf – Dortmund Hbf                                  |                                           |            |                           |
| 1964          | Duisburg Hbf – Krefeld Hbf – Mönchengladbach Hbf                     |                                           |            |                           |
| 1964          | Hochdahl – Wuppertal-Elberfeld – Hagen Hbf – Unna – Hamm (Westfalen) |                                           |            |                           |
| 1964          | Frankfurt – Goddelau – Mannheim Hbf                                  |                                           |            |                           |
| 1964          | Biblis – Worms Hbf                                                   |                                           |            |                           |
| 1964          | Kassel Hbf – Eichenberg                                              |                                           |            |                           |
| 1964          | Hostenbach – Völklingen                                              |                                           |            |                           |
| 1. Jan. 1964  | München-Milbertshofen – AW München-Freimann                          | München-Milbertshofen–AW München-Freimann | 3,8        | [ 3 ]                     |
| 14. Dez. 1964 | Hannover Hbf – Bremen Hbf                                            | Hannover–Bremen                           |            |                           |
| 1965          | Treuchtlingen – Würzburg Hbf                                         |                                           |            |                           |
| 1965          | Müllheim (Baden) – Neuenburg am Rhein                                | Müllheim–Mulhouse                         |            |                           |
| 1965          | Hagen Hbf – Gießen – Frankfurt am Main Hbf                           |                                           |            |                           |
| 1965          | Gemünden (Main) – Flieden                                            |                                           |            |                           |
| 1965          | Mönchengladbach Hbf – Neuss Hbf                                      |                                           |            |                           |
| 1965          | Saarbrücken-Schleifmühle – Fischbach – Wemmetsweiler                 | Fischbachtalbahn                          |            |                           |
| 1965          | Merchweiler – Grube Göttelborn                                       | Fischbachtalbahn                          |            |                           |
| 1965          | Waiblingen – Backnang                                                | Waiblingen–Schwäbisch Hall-Hessental      |            |                           |
| 6. Apr. 1965  | Hannover Hbf – Celle – Hamburg Hbf                                   | Hannover–Hamburg                          |            |                           |
| 6. Apr. 1965  | Lehrte – Celle                                                       | Lehrte–Celle                              |            |                           |
| 29. Mai 1965  | Lehrte – Hildesheim Hbf – Nordstemmen                                | Lehrte–Nordstemmen                        |            |                           |
| 1. Juli 1965  | Bremen Rangierbahnhof––Bremen Inlandshafen                           |                                           |            |                           |
| 12. Juli 1965 | Bremen Rangierbahnhof–Bremen Zollausschluss                          |                                           |            |                           |
| 1966          | Köln Hbf – Aachen Hbf – Aachen Staatsgrenze Deutschland/Belgien      |                                           |            |                           |
| 1966          | Oberhausen Hbf – Emmerich                                            |                                           |            |                           |
| 1966          | Wemmetsweiler – Neunkirchen (Saar) Hbf – Homburg (Saar) Hbf          |                                           |            |                           |
| 1966          | Bebra – Guntershausen – Kassel Hbf                                   |                                           |            |                           |
| 22. Mai 1966  | Bremen Hbf – Bremerhaven                                             | Bremen–Bremerhaven                        |            |                           |
| 25. Sep. 1966 | Hamm (Westfalen) – Münster Hbf                                       | Münster–Hamm                              |            |                           |
| 25. Sep. 1966 | Münster Hbf – Osnabrück Hbf                                          | Wanne-Eickel–Hamburg                      |            |                           |
| 1967          | Gießen – Guntershausen                                               |                                           |            |                           |
| 1967          | Lünen Hbf – Hamm (Westfalen)                                         |                                           |            |                           |
| 1967          | Laage – Scharstorf                                                   |                                           |            |                           |
| 1967          | Oberhausen Hbf – Recklinghausen Hbf – Lünen Hbf                      |                                           |            |                           |
| 28. Mai 1967  | Bremen-Burg–Bremen-Vegesack                                          | Bremen-Burg–Bremen-Vegesack               | 5,9        |                           |
| 1968          | Schwelm – Gevelsberg – Hagen Hbf                                     |                                           |            |                           |
| 1968          | Ratingen Ost – Kettwig                                               |                                           |            |                           |
| 1968          | Köln Hbf – Mönchengladbach Hbf – Viersen – Venlo                     |                                           |            |                           |
| 1968          | Mönchengladbach Hbf – Aachen Hbf                                     |                                           |            |                           |
| 1968          | Lünen Hbf – Münster Hbf                                              |                                           |            |                           |
| 1968          | Düsseldorf Hbf – Langenfeld                                          |                                           |            | S-Bahn                    |
| 1968          | Hamburg-Harburg – Stade                                              | Niederelbebahn                            |            |                           |
| 1968          | Gelsenkirchen Hbf – Haltern                                          |                                           |            |                           |
| 26. Mai 1968  | Verden – Rotenburg (Wümme)                                           | Verden–Rotenburg                          | 27,1       |                           |
| 28. Sep. 1968 | München-Pasing – Geltendorf                                          | München–Buchloe                           | 34,7       | Vorbetrieb S-Bahn München |
| 28. Sep. 1968 | München-Solln – Holzkirchen                                          | München–Lenggries                         |            | Vorbetrieb S-Bahn München |
| 29. Sep. 1968 | Osnabrück Hbf – Bremen Hbf – Hamburg Hbf                             | Wanne-Eickel–Hamburg                      |            |                           |
| 29. Sep. 1968 | Hamm (Westfalen) – Minden                                            | Hamm–Minden                               |            |                           |
| 29. Sep. 1968 | Minden – Wunstorf                                                    | Hannover–Minden                           |            |                           |
| 1969          | Saarbrücken Hbf – Sulzbach (Saar) – Neunkirchen (Saar) Hbf           |                                           |            |                           |
| 1969          | St.Wendel – Neunkirchen (Saar) Hbf                                   |                                           |            |                           |
| 1969          | St.Wendel – Türkismühle                                              |                                           |            |                           |
| 14. Apr. 1969 | Minden – Nienburg                                                    | Nienburg–Minden                           |            |                           |
| 28. Sep. 1969 | Grafing Bahnhof – Ebersberg                                          | Grafing–Wasserburg                        | 5,6        | Vorbetrieb S-Bahn München |

### 1970–79
| Datum         | Strecke zwischen den Bahnhöfen                                    | Teil der Gesamtverbindung                        | Länge km | Bemerkungen                    |
| ------------- | ----------------------------------------------------------------- | ------------------------------------------------ | -------- | ------------------------------ |
| 1970          | Oberhausen-Osterfeld – Bottrop Hbf – Gelsenkirchen Hbf            |                                                  |          |                                |
| 1970          | Dortmund Hbf – Holzwickede                                        | Dortmund–Soest                                   | 17,6     |                                |
| 1970          | Hohenbudberg – Baer                                               |                                                  |          |                                |
| 31. Mai 1970  | Hannover-Linden – Haste                                           | Weetzen–Haste (Deisterbahn)                      |          |                                |
| 7. Sep. 1970  | Mering – Geltendorf                                               | Mering–Weilheim                                  | 21,3     |                                |
| 7. Sep. 1970  | München Ost – Markt Schwaben                                      | München–Simbach                                  | 21,1     | Vorbetrieb S-Bahn München      |
| 7. Sep. 1970  | Markt Schwaben – Erding                                           | Markt Schwaben–Erding                            | 13,6     | Vorbetrieb S-Bahn München      |
| 7. Sep. 1970  | München Ost Rbf – München-Riem                                    | München Ost Rbf–München-Riem                     | 3,3      | [ 3 ]                          |
| 26. Sep. 1970 | Frankfurt am Main Hbf – Bad Homburg vor der Höhe – Friedrichsdorf | Homburger Bahn                                   |          |                                |
| 27. Sep. 1970 | Frankfurt am Main Hbf – Kronberg                                  | Kronberger Bahn                                  |          |                                |
| 11. Dez. 1970 | Hamm (Westfalen) – Soest – Paderborn Hbf – Warburg                | Hamm–Warburg                                     |          |                                |
| 11. Dez. 1970 | Warburg – Kassel Hbf                                              | Kassel–Warburg                                   | 53,3     |                                |
| 1971          | Holzkirchen – Rosenheim                                           | Holzkirchen–Rosenheim (Mangfalltalbahn)          |          |                                |
| 1971          | Hohenbudberg – Oberhausen Hbf                                     |                                                  |          |                                |
| 1971          | Gemünden (Main) – Waigolshausen – Bamberg                         | Werntalbahn Bamberg–Rottendorf                   |          |                                |
| 1971          | Schorndorf – Aalen                                                | Stuttgart-Bad Cannstatt–Aalen                    |          |                                |
| 23. Mai 1971  | München Ost – Deisenhofen                                         | München Ost–Deisenhofen                          | 13,0     | Vorbetrieb S-Bahn München      |
| 23. Mai 1971  | Weetzen – Altenbeken                                              | Hannover–Altenbeken                              | 95,2     |                                |
| 26. Sep. 1971 | München-Giesing – Kreuzstraße                                     | München-Giesing–Kreuzstraße                      | 27,9     | Vorbetrieb S-Bahn München      |
| 1972          | Schorndorf – Aalen                                                | Stuttgart-Bad Cannstatt–Aalen                    |          |                                |
| 1972          | Hamburg Hauptgüterbahnhof – Hamburg-Eidelstedt                    |                                                  |          |                                |
| 1972          | Frankfurt am Main Sportfeld – Frankfurt Flughafen Regionalbahnhof |                                                  |          |                                |
| 1972          | Renningen – Böblingen                                             |                                                  |          |                                |
| 1972          | Rottendorf – Waigolshausen                                        | Bamberg–Rottendorf                               |          |                                |
| 1972          | Völklingen – Saarhölzbach                                         |                                                  |          |                                |
| 1972          | Ansbach – Nürnberg Hbf                                            |                                                  |          |                                |
| 1972          | Aalen – Nördlingen                                                | Aalen–Nördlingen (Riesbahn)                      |          |                                |
| 1972          | Donauwörth – Nördlingen                                           | Augsburg–Nördlingen (Riesbahn)                   |          |                                |
| 1972          | Münster Hbf – Rheine                                              | Münster–Rheine                                   |          |                                |
| 1972          | Gemünden (Main) – Bamberg                                         |                                                  |          |                                |
| 1972          | Heidelberg Hbf – Heilbronn Hbf                                    |                                                  |          |                                |
| 1972          | Frankfurt am Main Hbf – Bad Soden                                 | Frankfurt-Höchst–Bad Soden                       |          |                                |
| 28. Apr. 1972 | München Hackerbrücke – München Ost                                | München-Pasing–München Ost (S-Bahn-Stammstrecke) | 4,0      | Neubaustrecke, S-Bahn München  |
| 28. Mai 1972  | München-Pasing – München-Lochhausen                               | München-Pasing–Nannhofen                         | 5,1      | Neubau separater S-Bahn-Gleise |
| 1973          | Bad Friedrichshall-Jagstfeld – Osterburken                        |                                                  |          |                                |
| 1973          | Güterumgehungsbahn Hamburg                                        |                                                  |          |                                |
| 1973          | Saarhölzbach – Trier Hbf                                          |                                                  |          |                                |
| 30. Sep. 1973 | München Ost Rbf – München-Daglfing                                | München Ost Rbf–München-Daglfing                 | 1,5      | Neubaustrecke                  |
| 1974          | Böblingen – Horb                                                  | Stuttgart–Horb                                   |          |                                |
| 1974          | Essen Hbf – Hattingen                                             |                                                  |          |                                |
| 1974          | Karthaus – Perl                                                   |                                                  |          |                                |
| 1974          | Ehrang – Igel                                                     |                                                  |          |                                |
| 1974          | Karlsruhe Hbf – Wörth                                             | Winden–Karlsruhe                                 |          |                                |
| 1974          | Trier Hbf – Koblenz Hbf                                           |                                                  |          |                                |
| 29. Sep. 1974 | Osnabrück Hbf – Rheine                                            | Löhne–Rheine                                     |          |                                |
| 1975          | Herford – Himmighausen                                            | Herford–Himmighausen                             |          |                                |
| 1975          | Osterburken – Würzburg Hbf                                        | Heidelberg–Würzburg (Odenwaldbahn (Baden))       |          |                                |
| 1975          | Neckarelz – Osterburken                                           | Neckarelz–Osterburken                            |          |                                |
| 1975          | Köln Hbf – Bergisch Gladbach                                      |                                                  |          |                                |
| 1975          | Köln-Longerich – Köln-Chorweiler                                  |                                                  |          | Neubaustrecke                  |
| 1975          | Gelsenkirchen-Schalke – Wanne-Eickel Hbf                          |                                                  |          |                                |
| 1975          | Offenburg – Villingen (Schwarzwald)                               |                                                  |          |                                |
| 1975          | Duisburg Hbf – Oberhausen Hbf – Abzweig Mathilde                  |                                                  |          |                                |
| 1975          | Düsseldorf-Unterrath – Düsseldorf Flughafen Terminal              |                                                  |          |                                |
| 1975          | Coburg – Neustadt bei Coburg                                      | Coburg–Sonneberg                                 |          |                                |
| 23. Juni 1975 | Rheine – Salzbergen                                               | Rheine–Norddeich Mole                            | 7,8      |                                |
| 1976          | Landshut Hbf – Plattling                                          | Landshut–Plattling                               | 62,9     |                                |
| 1976          | Baer – Duisburg Hbf – Bottrop Hbf                                 |                                                  |          |                                |
| 1976          | Essen-Kray – Bochum Präsident                                     |                                                  |          |                                |
| 1976          | Duisburg-Wedau – Mülheim Sportfeld                                |                                                  |          |                                |
| 1976          | Mülheim Hbf – Essen Hbf                                           |                                                  |          |                                |
| 30. Mai 1976  | Salzbergen – Bad Bentheim                                         | Almelo–Salzbergen                                | 13,7     |                                |
| 30. Mai 1976  | Lehrte – Braunschweig Hbf                                         | Hannover–Braunschweig                            |          |                                |
| 30. Mai 1976  | Hildesheim Hbf – Groß Gleidingen                                  | Hildesheim–Braunschweig                          |          |                                |
| 30. Mai 1976  | Groß Gleidingen – Beddingen                                       |                                                  |          |                                |
| 30. Mai 1976  | Osnabrück Hbf – Löhne                                             | Löhne–Rheine                                     |          |                                |
| 26. Sep. 1976 | Herford – Kirchlengern                                            | Herford–Kirchlengern                             |          |                                |
| 26. Sep. 1976 | Braunschweig Hbf – Helmstedt                                      | Braunschweig–Magdeburg                           |          |                                |
| 16. Dez. 1976 | München-Lochhausen – Olching                                      | München-Pasing–Nannhofen                         | 1,5      | Neubau separater S-Bahn-Gleise |
| 1977          | Buchholz (Nordheide) – Jesteburg – Maschen                        |                                                  |          |                                |
| 1977          | Mülheim – Heißen – Essen Nord – Block Frillendorf                 |                                                  |          |                                |
| 1977          | Villingen (Schwarzwald) – Konstanz                                |                                                  |          |                                |
| 1977          | Horb – Tuttlingen                                                 | Plochingen–Immendingen                           |          |                                |
| 1977          | Tuttlingen – Hattingen                                            | Tuttlingen–Hattingen                             |          |                                |
| 1977          | Wanne-Eickel Hbf – Wattenscheid                                   |                                                  |          |                                |
| 1978          | Ingolstadt Hbf – Regensburg Hbf                                   | Regensburg–Ingolstadt                            |          |                                |
| 1979          | Hannover Hbf – Rethen                                             |                                                  |          | Schnellfahrstrecke             |
| 1979          | Bochum-Riemke – Bochum Hbf                                        |                                                  |          |                                |
| 1979          | Donauwörth – Ingolstadt Hbf                                       |                                                  |          |                                |
| 17. Sep. 1979 | München-Trudering – Haar                                          | München–Grafing                                  | 5,3      | Neubau separater S-Bahn-Gleise |
| 17. Sep. 1979 | München-Trudering – München-Waldtrudering                         | Münchner Nordring                                | 2,1      | Neubau separater Gütergleise   |

### 1980–89
| Datum         | Strecke zwischen den Bahnhöfen                  | Teil der Gesamtverbindung                | Länge km | Bemerkungen                             |
| ------------- | ----------------------------------------------- | ---------------------------------------- | -------- | --------------------------------------- |
| 1980          | Neuoffingen – Donauwörth                        | Ingolstadt–Neuoffingen                   |          |                                         |
| 1980          | Troisdorf – Betzdorf                            | Siegstrecke                              |          |                                         |
| 1980          | Essen West – Bottrop Hbf                        | Mülheim-Heißen–Oberhausen-Osterfeld Nord |          |                                         |
| 1980          | Duisburg-Ruhrort – Mülheim-Styrum               | Mülheim-Styrum–Duisburg-Ruhrort          |          |                                         |
| 1980          | Ludwigsburg – Marbach am Neckar                 | Backnang–Ludwigsburg                     |          |                                         |
| 1980          | Düsseldorf Flughafen Terminal – Solingen-Ohligs | Düsseldorf–Solingen                      |          |                                         |
| 28. Mai 1980  | Olching – Maisach                               | München-Pasing–Nannhofen                 | 5,9      | Neubau separater S-Bahn-Gleise          |
| 28. Sep. 1980 | Bremen Hbf – Delmenhorst                        | Bremen–Oldenburg                         | 13,7     |                                         |
| 28. Sep. 1980 | Salzbergen – Emden Hbf – Norddeich              | Rheine–Norddeich Mole                    |          |                                         |
| 28. Sep. 1980 | Delmenhorst – Hude                              | Bremen–Oldenburg                         |          |                                         |
| 28. Sep. 1980 | Hude – Nordenham                                | Hude–Blexen                              |          |                                         |
| 28. Sep. 1980 | Hude – Oldenburg Hbf                            | Bremen–Oldenburg                         | 16,7     |                                         |
| 1981          | Neuenburg (Baden) – Staatsgrenze D/F            | Müllheim–Mulhouse                        | 1,3      |                                         |
| 1981          | Ludwigsburg – Tamm                              | Stuttgart–Würzburg (Frankenbahn)         | 6,2      |                                         |
| 1981          | Tamm – Bietigheim                               | Stuttgart–Würzburg (Frankenbahn)         | 3,4      |                                         |
| 27. Sep. 1981 | Stuttgart-Bad Cannstatt – Fellbach              | Remstalbahn                              |          | S-Bahn Stuttgart                        |
| 27. Sep. 1981 | Fellbach – Waiblingen                           | Remstalbahn                              |          | S-Bahn Stuttgart                        |
| 11. Sep. 1981 | Brebach – Hanweiler-Bad Rilchingen              | Saarbahn                                 |          |                                         |
| 1982          | Rosenheim                                       | Rosenheimer Schleife                     | 1,2      |                                         |
| 1984          | Mannheim Hbf – Mannheim-Waldhof                 | Westliche Einführung der Riedbahn        |          |                                         |
| 1985          | Goldshöfe – Crailsheim                          | Obere Jagstbahn                          | 30,4     |                                         |
| 1985          | Crailsheim – Ansbach                            | Nürnberg–Crailsheim                      |          |                                         |
| 1985          | Rotenburg (Wümme) – Buchholz (Nordheide)        | Wanne-Eickel–Hamburg                     | 40,7     | drittes Gleis                           |
| 1986          | Niedernhausen – Limburg an der Lahn             | Main-Lahn-Bahn                           |          |                                         |
| 1987          | Mannheim Hbf – Graben-Neudorf                   | Schnellfahrstrecke Mannheim–Stuttgart    |          | Schnellfahrstrecke                      |
| 1987          | Nürnberg Hbf – Lauf                             | Nürnberg–Irrenlohe                       |          | S-Bahn Nürnberg                         |
| 1988          | Fulda – Würzburg Hbf                            | Schnellfahrstrecke Hannover–Würzburg     |          | Schnellfahrstrecke                      |
| 31. März 1988 | Maisach – Nannhofen                             | München-Pasing–Nannhofen                 | 6,2      | Neubau separates S-Bahn-Gleis           |
| 25. Sep. 1988 | Haar – Zorneding                                | München–Grafing                          | 8,5      | Neubau separater S-Bahn-Gleise          |
| 24. Sep. 1989 | Singen – Schaffhausen                           | Hochrheinbahn                            |          | Grenzüberschreitend Deutschland/Schweiz |

### 1990–93
| Datum | Streckenabschnitt                                 | Strecke                                    | Länge km | Bemerkungen        |
| ----- | ------------------------------------------------- | ------------------------------------------ | -------- | ------------------ |
| 1990  | Göttingen – Jühnde                                | Schnellfahrstrecke Hannover–Würzburg       | 12,5     | Schnellfahrstrecke |
| 1990  | Siersheim – Vaihingen                             | Stuttgart-Rohr–Filderstadt                 |          |                    |
| 1990  | Rethen – Edesheim                                 | Schnellfahrstrecke Hannover–Würzburg       |          | Schnellfahrstrecke |
| 1991  | Edesheim – Fulda                                  | Schnellfahrstrecke Hannover–Würzburg       |          | Schnellfahrstrecke |
| 1991  | Mannheim Hbf – Stuttgart Hbf                      | Schnellfahrstrecke Mannheim–Stuttgart      |          | Schnellfahrstrecke |
| 1991  | Umfahrung München Nord – Allach – München-Moosach | Münchner Nordring                          |          |                    |
| 1991  | Sonneberg Hbf – Neustadt bei Coburg               | Coburg–Sonneberg                           |          |                    |
| 1992  | Oldenburg Hbf – Leer                              | Oldenburg–Leer                             | 55,0     |                    |
| 1992  | Grötzingen – Bretten – Gölshausen                 | Kraichgaubahn                              |          |                    |
| 1992  | Landl – Rohrdorf                                  | Landl (Oberbay) – Rohrdorf                 |          |                    |
| 1993  | Bühl (Baden) – Achern                             | Ausbau- und Neubaustrecke Karlsruhe–Basel  |          | Ausbaustrecke      |
| 1993  | Oberaichen – Stuttgart Flughafen/Messe            | Stuttgart-Rohr–Filderstadt                 |          | S-Bahn Stuttgart   |
| 1993  | Hamburg-Harburg – Hamburg-Wilhelmsburg            | Güterumgehungsbahn Hamburg#Streckenverlauf |          |                    |